# Cara (Sängerin)
Cara (* 1999 oder 2000 in Cremona als Anna Cacopardo) ist eine italienische Popsängerin.

## Werdegang
Cara sieht sich musikalisch sowohl von internationalem Pop als auch von den italienischen Cantautori inspiriert. Sie sammelte ihre ersten eigenen musikalischen Erfahrungen als Sängerin in ihrer Heimatstadt. 2017 nahm sie an zwei nationalen Musikwettbewerben teil, zuerst am von Mogol organisierten Tour Music Fest, bei dem sie das Halbfinale erreichte, dann an Area Sanremo, wo sie es bis ins Finale schaffte. Danach belegte sie weitere Gesangsklassen in Mailand und erhielt schließlich einen Plattenvertrag bei Polydor/Universal.
Ihr offizielles Debüt hatte die Sängerin im Sommer 2019 mit der Single Mi serve. Später erschien auch ein Remix des Liedes mit der Beteiligung des Rappers Samuel Heron. Im März 2020 veröffentlichte Cara die Single Le feste di Pablo; wenig später folgte eine neue Version zusammen mit Fedez, die auf Anhieb die Spitze der italienischen Singlecharts erreichte.

## Diskografie

### Singles
| Jahr | Titel Album             | Höchstplatzierung, Gesamtwochen, AuszeichnungChartsChartplatzierungen (Jahr, Titel, Album, Platzierungen, Wochen, Auszeichnungen, Anmerkungen) | Anmerkungen                  |
| Jahr | Titel Album             | IT | Anmerkungen                  |
| --- | ----------------------- | --- | ---------------------------- |
| 2020 | Le feste di Pablo       | IT1 Platin · (18 Wo.)IT | mit Fedez Verkäufe: + 70.000 |
| Folgende Lieder erschienen nicht als Single, wurden aber durch das Album zum Download und Streaming bereitgestellt und konnten somit eine Platzierung erlangen: |                         | |                              |
| |                         | |                              |
| 2022 | Fuori dai guai Disumano | IT67 (1 Wo.)IT | Fedez feat. Cara             |

Weitere Singles
- Mi serve (2019; Remix mit Samuel Heron)

## Belege
1. 1 2  Marco Oldrini: Anna Cacopardo, il singolo Mi serve alla Universal. In: Cremaonline. 17. Juli 2019, abgerufen am 17. April 2020 (italienisch).
2. ↑  Archivio classifiche Top Singoli. FIMI, abgerufen am 18. April 2020 (italienisch).
3. ↑  Auszeichnungsarchiv, Cara. FIMI, abgerufen am 9. Januar 2022.

| Personendaten    | Personendaten                 |
| ---------------- | ----------------------------- |
| NAME             | Cara                          |
| ALTERNATIVNAMEN  | Cacopardo, Anna (Geburtsname) |
| KURZBESCHREIBUNG | italienische Popsängerin      |
| GEBURTSDATUM     | 1999 oder 2000                |
| GEBURTSORT       | Cremona                       |